# Classe St Vincent
A Classe St Vincent foi uma classe de couraçados operada pela Marinha Real Britânica, composta pelo HMS St Vincent, HMS Collingwood e HMS Vanguard. Suas construções começaram em 1907 e 1908 no Estaleiro Real de Portsmouth, Estaleiro Real de Devonport e na Vickers, sendo lançados ao mar em 1908 e 1909 e comissionados na frota britânica em 1910. O projeto da classe foi muito baseado na predecessora Classe Bellerophon, mas os navios foram armados com novas e mais poderosas versões dos canhões de 305 milímetros, além de serem ligeiramente maiores. Um quarto couraçado para a classe teve seu projeto modificado e acabou se tornando o sucessor HMS Neptune.
Os couraçados da Classe St Vincent eram armados com uma bateria principal de dez canhões de 305 milímetros montados em cinco torres de artilharia duplas. Tinham um comprimento de fora a fora de 163 metros, boca de 25 metros, calado de oito metros e um deslocamento carregado de mais de 23 mil toneladas. Seus sistemas de propulsão eram compostos por dezoito caldeiras mistas de carvão e óleo combustível que alimentavam dois conjuntos de turbinas a vapor, que por sua vez giravam quatro hélices até uma velocidade máxima de 21 nós (39 quilômetros por hora). Os navios também tinham um cinturão principal de blindagem que ficava entre 203 e 254 milímetros de espessura.
Os três tiveram carreiras tranquilas em tempos de paz na Frota Doméstica. Após o início da Primeira Guerra Mundial em 1914 atuaram na Grande Frota, porém pouco fizeram e passaram a maior parte do tempo realizando treinamentos no Mar do Norte e surtidas para tentar encontrar a Frota de Alto-Mar alemã. A única ação de suas carreiras foi a Batalha da Jutlândia em 1916. Depois disso realizaram mais surtidas infrutíferas à procura dos alemães. O Vanguard afundou em julho de 1917 devido a uma explosão interna em um de seus depósitos de munição. O St Vincent e o Collingwood foram usados como navios-escola após o fim da guerra até serem desmontados em 1921 e 1922.